# Bradley F. Smith
Bradley F. Smith (* 5. Oktober 1931 in Seattle; † 10. Juli 2012 in London) war ein US-amerikanischer Historiker.

## Leben
Er diente vier Jahre bei der US Air Force. Er studierte Geschichte an der UC Berkeley (Masterarbeit: Hitler and the Strasser challenge, 1925–1926). 1960 trat er dem Cabrillo College bei, wo er 32 Jahre lang unterrichtete. Er nahm von 1967 bis 1968 Urlaub, um am Miles College in Birmingham, Alabama, zu lehren, wo er Bürgerrechtler war.
Bei ihm wurde Mitte der 1990er Jahre die Alzheimer-Krankheit diagnostiziert.

## Schriften (Auswahl)
- Heinrich Himmler, a nazi in the making, 1900–1926. Stanford 1971, ISBN 0-8179-1931-7.
- Reaching judgment at Nuremberg. New York 1977, ISBN 0-465-06839-1.
- The shadow warriors. OSS and the origins of the CIA. London 1983, ISBN 0-233-97577-2.
- Sharing secrets with Stalin. How the Allies traded intelligence, 1941–1945. Lawrence 1996, ISBN 0-7006-0800-1.